# Organische Masse
Die organische Masse eines Stoffgemisches bezeichnet allgemein dessen Anteil an organischen Verbindungen.

## Landwirtschaft
Die organische Masse eines Nahrungs- oder Futtermittels ist der Anteil an der Trockenmasse, der nach Abzug der Rohasche übrig bleibt. Die Verdaulichkeit der organischen Masse ist sehr heterogen: Während sie bei den hochverdaulichen Nahrungsmitteln für den menschlichen Verzehr zwischen 95 und 100 % liegen kann, ist sie bei Futtermitteln für landwirtschaftliche Nutztiere zum Teil deutlich niedriger. So hat Weizenstroh für Wiederkäuer eine Verdaulichkeit von etwa 50 %, dagegen für Pferde von etwa 35 % und ist für andere Monogastrier weitgehend unverdaulich.
Siehe auch: Futtermittelanalytik